# Pegagan Julu VII
Pegagan Julu VII is een bestuurslaag in het regentschap Dairi van de provincie Noord-Sumatra, Indonesië. Pegagan Julu VII telt 2914 inwoners (volkstelling 2010).